# Aldephonse du Jardin
Le baron Aldephonse du Jardin,  né le 17 février 1796 à Gand et mort le 24 novembre 1870 à Bruxelles, est un diplomate belge. Il a été ministre plénipotentiaire auprès de différents pays européens et a notamment permis de régler les différents entre la Belgique et les Pays-Bas résultant de la révolution belge.

## Biographie
Aldephonse (ou Alphonse) Alexandre Félix du Jardin, issu d'une famille noble, descend du seigneur Jean du Jardin échevin de la ville de Gand en 1228. Il est le fils de Antoinette Alexandrine Suzan et du baron Pierre Joseph du Jardin. Sa famille est d'origine française et s'établit en Italie et en Belgique dès le XIIIe siècle. Il se marie une première fois le 21 mars 1827 à Paris avec Félicité Chevin (1806-1842), de cette union naît Élisa du Jardin, mariée le 22 avril 1856, Francfort-sur-le-Main avec Louis de Witte(lieutenant-général, officier d’ordonnance des rois Léopold Ier et Léopold II). Ils auront un fils, Léon de Witte de Haelen. Le 9 novembre 1844 il épouse en secondes noces Jeanne, baronne de Zesterfleth, chanoinesse de Lunebourg et ancienne dame d'honneur de la reine de Hanovre.
En 1811, Alphonse du Jardin est admis dans la carrière administrative. En novembre 1819 sous la Restauration, il est préposé aux douanes et obtient la nationalité française. Il se marie à Paris en 1827.
À l'annonce de la révolution belge de 1830, il accourt de France pour soutenir celle-ci. Lors des combats dans le parc de Bruxelles le 25 septembre 1830, il sauve sous le feu un porte-drapeau belge blessé. Pour cette action, il est décoré de la croix de fer.
En 1831, Il entame alors une carrière au ministère des Finances. Il en devient secrétaire-général ad interim en 1834 et à titre définitif en novembre 1836. En 1838, il est envoyé en France pour le règlement de la dette française. En 1839, il négocie avec les Pays-Bas les questions financières qui aboutiront à la signature du traité des XXIV articles (ou traité de Londres). À la suite des conférences d'Utrecht et de Bruxelles négociées avec les Pays-Bas, il signe également le Traité de navigation du 3 novembre 1842 réglant définitivement les différents financiers entre la Belgique avec les Pays-Bas.
Après la signature de ces traités, il entre définitivement dans la carrière diplomatique sur proposition de Joseph Lebeau, ministre des Affaires étrangères, au roi Léopold Ier. Au cours de celle-ci, il représente le royaume de Belgique comme chargé d'affaires (en août 1840), ministre résident (en 1843) puis ministre plénipotentiaire (en 1853) dans de nombreuses capitales ou cours européennes : auprès des villes libres et hanséatiques de Hambourg, Brême et Lübeck et auprès des cours de Hanovre, Meklembourg-Schwerin et Meklembourg-Strelitz (en 1840), au Danemark (en 1845), à Madrid (en 1848), à Francfort auprès de la Confédération germanique (en 1853), à La Haye (en 1858) et finalement à Londres (en 1867). Au cours de son séjour à La Haye, il obtient des Pays-Bas la libération de la circulation sur l'Escaut.
En janvier 1869, il sollicite et obtient du roi Léopold II sa mise à la pension compte tenu de son grand âge.
À la suite de son décès le 24 novembre 1870 à Bruxelles, ses funérailles sont célébrées à l'église Saint-Boniface d'Ixelles et il est inhumé au cimetière de Laeken.

## Hommages et décorations
En 1847, le roi Léopold Ier lui décerne le titre nobiliaire de baron.
Il a reçu les distinctions suivantes :
- Grand cordon de l'ordre de Léopold en juillet 1869 (Belgique) ;
- Croix de fer (Belgique) ;
- Grand-croix de l'ordre d'Isabelle la Catholique[7] (Espagne) ;
- Commandeur de l'ordre de Charles III (Espagne) ;
- Grand-croix de l'ordre de la Couronne de chêne[7] (Luxembourg) ;
- Commandeur de l'ordre du Lion néerlandais (Pays-Bas) ;
- Commandeur de l'ordre du Dannebrog[7] (Danemark) ;
- Grand commandeur de l'ordre d'Oldenbourg ;
- Grand-croix de l'ordre de Saint-Michel de Bavière.

## Armoiries
- D'azur, au chevron d'or, accompagné de trois étoiles à six ra[i]s d'argent. L'écu timbré de la couronne de baron, surmonté d'un heaume d'argent, grillé, colleté et liséré d'or, fourré et attaché de gueules au bourrelet et hachements d'or et d'azur. Cimier : un cygne au naturel. Supports : deux lions d'or, armés et lampassés de gueules[9].
- Devise : « Tout d'en haut » d'azur sur or.